# Alice Bel Colle
Alice Bel Colle är en ort och kommun i provinsen Alessandria i regionen Piemonte i Italien. Kommunen hade 746 invånare (2018).